# Quế Lâm (nhà Thanh)
Quế Lâm (chữ Hán: 桂林, tiếng Mãn: ᡬᡠᡳᠯᡳᠨ, Möllendorff: Guilin), người thị tộc Y Nhĩ Căn Giác La (Irgen Gioro hala), thuộc Mãn Châu Tương Lam kỳ, là một quan viên, tướng lãnh nhà Thanh. Ông còn là cha của Tuần Quý phi Y Nhĩ Căn Giác La thị.

## Sự nghiệp

### Khởi nghiệp
Cha là Hạc Niên (鹤年), được làm đến Lưỡng Quảng Tổng đốc, sử cũ có truyện. Quế Lâm nhờ thân phận [Lẫm sanh] mà được Nhập ti, làm Chủ sự bộ Công, dần được thăng đến Án sát sứ Sơn Tây.

### Tham gia bình định Kim Xuyên
Tháng 3 ÂL năm Càn Long thứ 36 (1771), Quế Lâm được cất nhắc làm Hộ bộ Thị lang, Quân cơ xứ hành tẩu. Tháng 9 ÂL, Quế Lâm nhận mệnh giúp Định biên Hữu phó tướng quân Ôn Phúc đánh dẹp Kim Xuyên. Tháng 11 ÂL, Quế Lâm được thụ chức Tứ Xuyên Tổng đốc. Đầu nhân của Tiểu Kim Xuyên ở ngoài Tạp (một loại ụ công sự) đưa tặng kinh văn, gởi thổ sản, Quế Lâm từ chối không nhận, truyền hịch kể tội thổ tư Tăng Cách Tang. Sau đó Quế Lâm chỉ huy thu phục Ước Cha, tiếp tục đánh hạ lớn nhỏ 5 tòa Điêu (tương tự lô cốt), hơn 20 tòa Tạp đá thuộc Đông sơn lương . Quế Lâm dâng sớ xin thêm 5000 binh Quý Châu, Thiểm Tây, Càn Long Đế hứa cho 3000 binh Thiểm Tây, Cam Túc. Quế Lâm chỉ huy tổng binh Tống Nguyên Tuấn đánh Tạp Nha, tiến chiếm Mặc Nhĩ Đa sơn lương; Càn Long Đế khen Quế Lâm bố trí phù hợp, tự tay làm chiếu, nói: “Dùng mày trong lúc vô ý, lại tỏ ra đắc lực. Cũng nhờ mày ở Quân cơ xứ nửa năm, hằng ngày được trẫm dạy đỗ đấy.”
Năm Càn Long thứ 37 (1772), Quế Lâm hạ được Tạp Nha, tiếp tục phá được Quách Tùng, Giáp Mộc, Cát Nhĩ Kim; sau đó ông hạ được Hậu sơn lương thuộc Cát Nhĩ Kim, chia binh tấn công Đông sơn lương, tập kích A Ngưỡng, từ Mặc Lũng Câu tiến lấy Đạt Ô Vi. Bấy giờ Đại Kim Xuyên thổ tư Tác Nặc Mộc chiếm cứ Cách Bố Thập Cha, đóng quân ở đấy. Quế Lâm đề nghị nhân lúc binh lực của Tác Nặc Mộc chưa đầy đủ, lòng người ở Cách Bố Thập Cha chưa ổn định, ông với Tống Nguyên Tuấn chia binh 5 đường cùng tiến, còn hẹn với Tướng quân Ôn Phúc hợp công, mật lệnh cho thổ tù của Cách Bố Thập Cha đã hàng là bọn Vượng Lặc Đan hẹn với thân thích là Gia Hồn Nhĩ làm nội ứng. Quế Lâm bèn thu phục các trại quanh Cách Bố Thập Cha hơn 70 dặm, tiếp đó lệnh cho Nguyên Tuấn cùng thủ bị Trần Định Quốc soái thổ binh của bộ lạc Xước Tư Giáp Bố đồn trú Giáp Nhĩ Lũng Bá, rồi tiến đánh Mặc Tư Câu, Cát Địa, đắt đứt nguồn nước của địch, sau đó tiến đánh Đan Đông. Càn Long Đế khen Quế Lâm sắp xếp thỏa đáng, thúc giục Nguyên Tuấn thâm nhập để bắt Tác Nặc Mộc.
Quế Lâm sai bì tướng từ Mặc Lũng Câu thuộc Đông sơn lương vượt núi tiến đánh, riêng sai binh đi tắt, từ Trát Oa Khoa sơn lương trèo xuống vách núi, thiết lập mai phục. Sau khi quan quân đã vượt Mặc Lũng Câu thuộc Đông sơn lương, phục binh ở Trát Oa Khoa nổi lên, đánh cho nghĩa quân thua chạy, hạ được 1 điêu lớn, 21 tạp đá. Quế Lâm riêng sai Tham tướng Thường Thái Hoàn đánh Đảng Lý, bọn đô tư Lý Thiên Quý đánh Sa Trùng; thu phục được cả hai nơi ấy. Ngoài ra bọn tổng binh Anh Thái còn hạ được Đạt Ô Quan Trại. Càn Long Đế khen công lao của Quế Lâm, ban Ngọc thiếp ngự dụng. Tiếp đó Quế Lâm hạ được Cách Ô Ba Tang và Na Long Sơn; Tống Nguyên Tuấn riêng hạ được Đan Đông và Giác Lạp Lạt Ma Tự, giết 300 thủ lãnh địa phương, hơn 130 nghĩa quân. Quan quân đã thu phục trọn vẹn Cách Bố Thập Cha, Quế Lâm truyền hịch cho Trần Định Quốc đem thổ binh của bộ lạc Xước Tư Giáp Bố trú ở ranh giới, chờ bề trên sai khiến. Càn Long Đế cho rằng Cách Bố Thập Cha đã bị thu phục, lẽ ra nên thừa thắng tiễu diệt Tiểu Kim Xuyên, ấy là “công kỳ vô bị”, trách Quế Lâm tính toán sai lầm.

### Thua trận và bị vu cáo
Tiếp đó Quế Lâm đốc binh đánh Đạt Ô Đông Ngạn sơn lương, Tham tướng Tiết Tông tử trận. Tông là kiêu tướng, thâm nhập rồi bị cạn lương; Quế Lâm sai hẹn hội quân, lại không kịp thời điều viện binh, khiến quân của Tông toàn bộ bị tiêu diệt. Quế Lâm dâng sớ nhận tội, nhưng không dám thuật lại đầy đủ chiến sự. Tống Nguyên Tuấn và tán trật đại thần A Nhĩ Thái hặc Quế Lâm nói dối; còn nói ông ở Tạp Nha xây nhà cửa để ở, bức bách thuộc liêu cung ứng, cùng bọn Phó Đô thống Thiết Bảo, Đề đốc Uông Đằng Long cả ngày say sưa, chư tương hiếm khi được gặp; lại nói Quế Lâm bí mật lệnh cho thân tín của Đằng Long là tổng binh Vương Vạn Bang đem 500 lạng bạc, đi chuộc quan binh bị bắt, ý đồ lấp liếm việc thua trận.
Càn Long Đế đoạt chức của Quế Lâm, mệnh cho Ngạch phò, Thượng thư, Công tước Phúc Long An tra án. Ít lâu sau Phúc Long An tấu rằng những việc hặc tấu đều là bậy, chỉ có tổn thất của quan binh không sát với thực tế mà thôi; còn việc chuộc quan binh bị bắt, thật ra là Hộ bộ Lang trung Uông Thừa Bái nghe được thổ binh của Ba Vượng, Bố Lạp Khắc Để quay về sau khi lạc đường, bèn thông báo với Quế Lâm, phát 500 lạng bạc để Uông Đằng Long thưởng cho họ, tức là ở việc này, Tống Nguyên Tuấn đã vu cáo Quế Lâm. Như thế, Phúc Long An đề nghị phân biệt để trị tội. Càn Long Đế cho rằng Quế Lâm ở trong quân, hằng ngày quen thói say sưa, chỉ muốn bản thân thoải mái, không đồng cam cộng khổ với sĩ tốt, hơn nữa còn gây ra tổn thất quan binh ở Bắc sơn lương, không thể nào được vô tội. Vì vậy Quế Lâm bị đày đi thú ở Y Lê.

### Cuối đời
Tháng 7 ÂL năm Càn Long thứ 38 (1773), Quế Lâm được nhận hàm Tam đẳng Thị vệ, tiếp tục đốc lương vận của quân đội. Năm thứ 40 (1775), Quế Lâm được thụ làm Đầu đẳng Thị vệ, sau đó được thụ chức Tứ Xuyên Đề đốc, rồi thăng làm Lưỡng Quảng Tổng đốc.
Sau khi mất, Quế Lâm được gia hàm Thái tử Thái bảo, đặt thụy là Tráng Mẫn.